# Thomas Savery
Thomas Savery, född 1650 i Shilstone, Devonshire, död 1715 i London, var en engelsk uppfinnare. Han är känd för att ha konstruerat den första fungerande ångmaskinen tillsammans med Thomas Newcomen.
Savery bodde hela sitt liv i England, där han jobbade som en ingenjörsofficer. Det var 1698 som han tillverkade den första fungerande ångmaskinen, vilken användes för att pumpa ur vatten från gruvor. Han kunde själv kontrollera utvecklingen på ångmaskinen, allt tack vare att han hade patent på uppfinningen. Ångmaskinen var inte vidare bra, eftersom den inte var tillräckligt utvecklad för att konkurrera med muskel- eller vattenkraft för att driva pumpar. Den var också dyr, stor och klumpig, men visade de grundläggande principerna för ångmaskiner.